# Daniella Cicarelli
Daniella Cicarelli (Belo Horizonte, 6 november 1978) is een Braziliaans voormalig televisiepresentatrice voor MTV Brazilië en fotomodel.

## Carrière
Cicarelli begon als model op haar twaalfde en aan de Braziliaanse Elite-competitie toen ze veertien was. Toen ze in 2001 meewerkte aan een tv-reclame van Pepsi werd ze beroemd. In 2003 begon ze met het presenteren van een zomershow van MTV Brazilië. Datzelfde jaar kreeg ze een relatie met voetbalspeler Ronaldo, waardoor haar bekendheid nog groter werd.

## Spaanse strand-schandaal
Op 17 september 2006 werd op een Spaanse televisiezender een seksvideo uitgezonden, die was opgenomen door de paparazzo Miguel Temprano. Hierop was Cicarelli te zien, die samen met haar vriendje in de branding speelde, waarna ze seks in het water hadden. De volgende dag was de video te zien op YouTube en hoewel een rechtszaak tegen YouTube werd aangespannen om de video te verwijderen, bleef deze door gebruikers geüpload worden onder verschillende namen of op andere websites en bestandsuitwisselingsnetwerken. Uiteindelijk verloor Cicarelli alle rechtszaken in 2007, omdat de seks plaatsvond op een openbare plek en Cicarelli daar geen privacy kon verwachten.